# Dragan Naczewski
Dragan Naczewski (ur. 27 stycznia 1980 w Skopju) – macedoński piłkarz grający na pozycji obrońcy. Od 2011 roku jest zawodnikiem macedońskiego klubu Metałurg Skopje. W reprezentacji Macedonii zadebiutował w 2001 roku. Do tej pory rozegrał w niej czternaście spotkań, w których zdobył jedną bramkę (stan na 29.07.2012).